# وجهات الطيران العماني
وجهات الطيران العماني تشمل هذه القائمة الوجهات التي تخدمها شركة الطيران العماني في مارس 2009

## عُمان (رحلات محلية)
- مسقط (مطار مسقط الدولي) [مركز العمليات]
- صلالة (مطار صلالة)
- خصب (مطار خصب)

## أفريقيا
- القاهرة (مطار القاهرة الدولي)
- الإسكندرية (مطار برج العرب الدولي)
- الدار البيضاء (مطار الدار البيضاء الدولي)
- زنجبار (مطار عبيد أماني كاروم الدولي)
- دار السلام (مطار دار السلام)
- نيروبي (مطار جومو كينياتا الدولي)

## آسيا

### جنوب آسيا
- الهند
  - بنغلور (مطار بنجلور).
  - تشيناي (مطار تشيناي الدولي).
  - دلهي (مطار انديرا غاندي الدولي).
  - حيدر أباد (مطار بيجمبيت الدولي).
  - كوتشي (مطار كوتشي الدولي).
  - مومباي (مطار تشاتراباتي شيفاجي الدولي).
  - جايبور (مطار جايبور الدولي).
  - ثيروفانانثابورام (مطار ثيروفانانثابورام الدولي).
  - لكناو
  - كاليكوت
  - جوا
- إيران
  - طهران (مطار الإمام الخميني الدولي)
  - مشهد (مطار مشهد الدولي)
- النيبال
  - كاتماندو (مطار كاتماندو الدولي).
- جزر المالديف
  - مالي (مطار ماليه الدولي).
- باكستان
  - كراتشي (مطار كراتشي الدولي).
  - إسلام آباد (مطار بينظير بوتو الدولي).
  - لاهور (مطار علامه إقبال الدولي).
- سريلانكا
  - كولومبو (مطار باندارنايكا الدولي).

### جنوب شرق آسيا
- تايلاند
  - بانكوك (مطار بانكوك الدولي).
- ماليزيا
  - كوالالمبور (مطار كوالالمبور الدولي).
- الفلبين
  - مانيلا (مطار مانيلا الدولي).
- إندونيسيا
  - جاكرتا (مطار سوكارنو هاتا الدولي).

### شرق آسيا
- الصين
  - قوانغتشو (مطار قوانغتشو باييون الدولي).

### جنوب غرب آسيا
- المنامة (مطار البحرين الدولي).
- عمان (مطار الملكة علياء الدولي).
- الكويت (مطار الكويت الدولي).
- الدوحة (مطار الدوحة الدولي).
- جدة (مطار الملك عبد العزيز الدولي).
- الرياض (مطار الملك خالد الدولي).
- الدمام (مطار الملك فهد الدولي) .
- أبوظبي (مطار أبوظبي الدولي).
- دبي (مطار دبي الدولي).

## أوروبا
- المملكة المتحدة
  - لندن (مطار لندن هيثرو الدولي)
  - مانشستر (مطار مانشستر الدولي)
- فرنسا
  - باريس (مطار شارل ديغول الدولي)
- ألمانيا
  - فرانكفورت (مطار فرانكفورت الدولي)
  - ميونخ (مطار ميونخ الدولي)
- إيطاليا
  - ميلان (مطار مالبينسا الدولي)
- سويسرا
  - زيورخ (مطار زيورخ الدولي)
- تركيا
  - إسطنبول (مطار أتاتورك الدولي)
- روسيا
  - موسكو (مطار موسكو الدولي)